# روبرت فاولر
روبرت فاولر (بالإنجليزية: Robert Fuller)‏ هو ممثل أمريكي، ولد في 29 يوليو 1933 في الولايات المتحدة. من الجوائز التي نالها جائزة الحذاء الذهبي ‏.

## أعمال

### أفلام
- (1953) يوليوس قيصر[5][6]
- (1956) إقناع ودي
- (1960) سبارتاكوس[7][8]

### مسلسلات
- جوال تكساس ووكر
- موردر

## جوائز
- جائزة الحذاء الذهبي [الإنجليزية]‏

## وصلات خارجية
- روبرت فاولر على موقع IMDb (الإنجليزية)
- روبرت فاولر على موقع ألو سيني (الفرنسية)
- روبرت فاولر على موقع أول موفي (الإنجليزية)
- روبرت فاولر على موقع قاعدة بيانات الأفلام السويدية (السويدية)
- روبرت فاولر على موقع إن إن دي بي (الإنجليزية)
- روبرت فاولر على موقع قاعدة بيانات الفيلم (الإنجليزية)
- روبرت فاولر على موقع كينوبويسك (الروسية)